# Yến lùn
Yến lùn, tên khoa học Tachornis furcata, là một loài chim trong họ Apodidae.